# Байков Олексій Кіндратович
Олексій Кіндратович Байков (1894, село Волиново Ржевського повіту Тверської губернії, тепер Ржевського району Тверської області, Російська Федерація — ?) — радянський державний діяч, старший майстер прокатного цеху Кіровського заводу міста Ленінграда. Депутат Верховної ради СРСР 3-го скликання.

## Життєпис
Народився в селянській родині. У 1913 році поїхав на заробітки до Санкт-Петербурга.
З 1913 року працював чорноробом прокатного цеху Путиловського заводу, навчався на вальцювальника.
З 1918 року — в Червоній армії, учасник громадянської війни в Росії.
Після демобілізації переїхав до рідного села Волиново Тверської губернії, займався сільським господарством.
З початку 1920-х років — вальцювальник прокатного цеху Путиловського заводу міста Петрограда (Ленінграда).
Член РКП(б) з 1925 року.
З 1933 року — старший майстер дільниці сортових станів прокатного цеху Путиловського (Кіровського) заводу міста Ленінграда. Одночасно з 1944 року працював інструктором із підготовки нових робітничих кадрів (прокатників цеху). Також був одним із агітаторів цеху та заводу, раціоналізатором і новатором виробництва.
Подальша доля невідома. 

## Нагороди і звання
- медаль «За бойові заслуги»
- медаль «За оборону Ленінграда»
- медаль «За доблесну працю у Великій Вітчизняній війні 1941—1945 рр.» (1945)
- звання «Почесний металург» (1949)